# Linus Högberg
Linus Högberg, född 4 september 1998 i Stockholm, är en svensk ishockeyspelare som spelar i Frölunda hc.

## Klubbar
- Huddinge IK J20, Superelit (2013/2014)
- Växjö Lakers HC J20, Superelit (2014/2015 - 2016/2017)
- Växjö Lakers HC, SHL (2015/2016 - 2019/2020)
- IF Björklöven, Allsvenskan (2016/2017) (lån)
- HC Vita Hästen, Allsvenskan (2020/2021) (lån)
- Lehigh Valley Phantoms, AHL (2020/2021 - 2022/2023)
- Philadelphia Flyers, NHL (2021/2022)
- Skellefteå AIK, SHL (2022/2023)

Frölunda HC, SHL
(2023/2025)